# خطة هافانا بيلوتو
خطة هافانا بيلوتو كانت مقترح حضري للفترة مابين 1955-1958 من قبل شركاء في تخطيط المدن، كام من بينهم بول ليستر وينر، بول شولز، المهندس المعماري الكاتالوني جوسيب لويس وستيفنسون وكنيشت المهندسين الاستشاريين، يسعون إلى الجمع بين الهندسة المعمارية والتخطيط والقانون" في مشروع تأثر تأثراً شديداً بسياسة فولجنيو باتيستا التي املتها بدورها مشاركته في المافيا الامريكية ورغبتهم في زيادة السياحة في الولايات المتحدة ومختلف المصممين والمبادئ العصرية للمؤتمر وميثاق أثينا  الدولي للهندسة المعمارية.
حصل الميثاق على اسمه في موقع المؤتمر الرابع في عام 1933، الذي تم بسبب تدهور الحالة ل إدارة الوصول إلى هوية العملاء باتريس الثاني اس اس، السياسية في روسيا متجهة إلى أثينا من مرسيليا. هذا المؤتمر موثق في فيلم بتكليف من سيغفريد غيديون وصنعه صديقه لازلو مو هولي ناغي" كونغرس المهندسين المعماريين  وقد حصل الميثاق على اسمهُ من موقع المؤتمر الرابع للجنة في عام 1933 بسبب تدهور الحالة السياسية في روسيا في منطقة اس اس باترس الثانية المتجهة إلى أثينا من مارسيليا.
هذا المؤتمر موثق في فيلم بتكليف من سيغفريد جيديون.
كان للميثاق بتأثيرات كبيرة على النخطيط الحضري بعد الحرب العالمية الثانية وثرو جوسيب لويس سيرت وبول ليستر وينر، على التحديث المقترح لهافانا وفي محاولة لمحو جميع مخلفات مدينة قرن ال16.

## الخلفية
لقد بدأ القرن العشرين باحتلال كوبا  من قبل الولايات المتحدة ( 1898-1902)  وانتهى رسمياً عندما استلم زمام الأمور توماس استرادا بالمار أول رئيس لكوبا تسلم منصبه في 20 مايو عام 1902.
خلال فترة الحكم الجمهوري من 1902 إلى 1959 شهدت هافانا حقبة جديدة من التنمية تعافت كوبا من دمار الحرب لتصبح دولة مزدهرة احتلت كوبا المرتبة الخامسة في نصف الكرة الأرضية من حيث نصيب الفرد من الدخل والمرتبة الثالثة في متوسط العمر المتوقع وثانياً في نصيب الفرد من ملكية السيارات والهواتف أولا في عدد أجهزة التلفاز لكل نسمة.
وكان معدل الإلمام بالقراءة والكتابة، الذي بلغ 76٪؜ رابع أعلى معدل في أميركا الاتينية، واحتلت كوبا المرتبة الحادية عشر في العالم من حيث عدد الأطباء للفرد الواحد ويقدم الكثير من العيادات والمستشفيات الخاصة لخدمة الفقراء.
ويقارن توزيع الدخل في كوبا توزيعا إيجابيا بتوزيع الدخل في مجتمعات أمريكا اللاتينية الأخرى. وكانت الطبقة المتوسطة المزدهرة تبشر بالرخاء والحراك الاجتماعي ".
تم تشييد العديد من الفنادق الفاخرة والكازينوهات والنوادي الليلية خلال الثلاثينات لخدمة صناعة السياحة المزدهرة في هافانا، والتي استفادت كثيرا من حظر الولايات المتحدة للكحول من 1920 إلى 1933، في ثلاثينيات القرن العشرين، لم تكن شخصيات الجريمة المنظمة على علم بالملهى الليلي وحياة الكازينو في هافانا، وقاموا بدخولها إلى المدينة. سانتو ترافانتي الابن.
وأخذت عجلة الروليت في ملهى سان سوتشي، ووجه ماير لانسكي فندق هابانا ريفييرا، مع لاكي لوتشيانو في فندق كازينو الوطني. وفي ذلك الوقت، أصبحت هافانا عاصمة غريبة ذات أنشطة عديدة تتراوح بين النوادي الخاصة، الماريناس، سباق سيارات الجائزة الكبرى، عروض موسيقية، والمتنزهات والمتاحف. وكانت أيضا الوجهة المفضلة للسياحة الجنسية والقمار.

### جمهورية كوبا
اتسمت جمهورية كوبا  في مطلع القرن العشرين إلى حد كبير بتقاليد فساد راسخة حيث أفضت المشاركة السياسية إلى إتاحة فرص للنخب للمشاركة في زيادة فرص تراكم الثروة  واعتبرت الفترة الرئاسية الأولى لكوبا في عهد توماس إسترادا بالما في الفترة من 1902 إلى 1906 بمثابة دعم لأعلى معايير النزاهة الإدارية في تاريخ جمهورية كوبا.